# Фелето
Фелето (итал. Feletto) је насеље у Италији у округу Торино, региону Пијемонт.
Према процени из 2011. у насељу је живело 2171 становника. Насеље се налази на надморској висини од 276 м.

## Становништво
Према резултатима пописа становништва 2011. у општини је живело 2.269 становника.
| 1936. | 1951. | 1961. | 1971. | 1981. | 1991. | 2001. | 2011. |
| ----- | ----- | ----- | ----- | ----- | ----- | ----- | ----- |
| 1.647 | 1.631 | 1.616 | 1.906 | 2.349 | 2.482 | 2.344 | 2.269 |